# 257ª Squadriglia
La 257ª Squadriglia fu un reparto attivo nel Servizio Aeronautico del Regio Esercito (Prima guerra mondiale).

## Storia

### Prima guerra mondiale
Nasce alla metà di aprile 1917 all'Idroscalo di Brindisi con militari del Regio Esercito, 4 piloti comandati dal Capitano Armando Fabretti che disponeva di 10 FBA Type H. Il 14 maggio una prima parte dell'unità si sposta sul pontile di Valona per collaborare allo sbarramento del Canale d'Otranto e alla difesa del traffico navale alleato. Il mare spesso mosso rendeva difficili i decolli dal porto dal quale si poteva attaccare le basi austriache di Durazzo e Cattaro. Il 1º giugno a Valona ci sono 8 piloti, 2 mitraglieri e gli osservatori erano presi dalle navi in porto e dal Comando della Piazza Marittima.
L'11 giugno 7 FBA attaccano Durazzo insieme a 5 idrovolanti della 258ª Squadriglia e dallo stesso mese il reparto svolge anche il trasporto postale con l'Italia. Dopo essersi spostati a Brindisi il 16 luglio alcuni idro attaccano Durazzo, insieme ad altri sei idro brindisini della 255ª Squadriglia, rientrando qualche giorno dopo a Valona. Al 15 agosto successivo disponeva di 14 FBA. Il 10 settembre un FBA con un ufficiale osservatore inglese ed un idro della 258ª dirigono il tiro del Monitore inglese HMS Bristol e Riboty e Carlo Alberto Racchia italiani sugli austriaci a Pojani, Ponte Metali e Fier a 25 km dalla costa. Al 1º gennaio 1918 aveva in carico 15 FBA e 2 Macchi M.5, 9 piloti e 7 mitraglieri. Il 18 gennaio 6 FBA, un M.5 e gli aerei della 258ª Squadriglia dell'Europa (nave appoggio idrovolanti) lanciano bombe sulla base di Durazzo e nel mese, il comando passa al Tenente Arturo Bonucci.
Il 28 maggio 8 FBA e 3 M.5 attaccano l'idroscalo di Durazzo insieme alla 258ª Squadriglia della Marina lanciando 760 kg di bombe.
Nel periodo il comando passa al Cap. Anselmo Cesaroni ed il 14 settembre dopo aver lanciato le bombe scende a mitragliare e viene colpito dal fuoco delle fucileria l'FBA del Tenente Filippo Favero e del Caporale Ezio Levi che vengono presi prigionieri dopo un atterraggio di emergenza a Petosan, vicino al fiume Seman, a circa 15 km dalla costa. Il 2 ottobre 12 FBA bombardano il porto di Durazzo dando fuoco ad un veliero e colpendo un rimorchiatore e poco dopo ripetono l'attacco anticipando l'attacco dei cannoni della Divisione navale San Giorgio.
Il 25 ottobre passa i suoi M.5 alla nuova 288ª Squadriglia. Alla fine della guerra l'unità ha svolto nel solo 1918 21 bombardamenti e 56 ricognizioni a Durazzo, 12 attacchi a terra, 12 missioni antisom, 6 missioni caccia, 6 per lanciare manifestini oltre a 190 di scorta e ricognizione.

### Il dopoguerra
Il 1º febbraio 1938 era sull'Aeroporto di Bologna-Borgo Panigale nel 108º Gruppo del 36º Stormo ed aveva in dotazione i trimotori da bombardamento Savoia-Marchetti SM.79 e Savoia-Marchetti SM.81.

### Seconda guerra mondiale
Al 10 giugno 1940 era dislocato sull'Aeroporto di Castelvetrano nel 108º Gruppo del 36º Stormo Bombardieri con 8 S.M.79.
Il Primo aviere artificiere Ignazio Zanini cadde in combattimento aereo il 12 ottobre 1940. All'8 settembre 1943 era nel 108º Gruppo Autonomo Aerosiluranti con 1 SM 79 all'Aeroporto di Pisa-San Giusto della 3ª Squadra aerea.